# Jezioro Storkowskie
Jezioro Storkowskie – jezioro na Pojezierzu Ińskim, położone w gminie Ińsko, w powiecie stargardzkim, w województwie zachodniopomorskim. 
Akwen znajduje się w północno-wschodniej części Ińskiego Parku Krajobrazowego, ok. 4,5 km na północny wschód od miasta Ińsko.
Powierzchnia zbiornika według danych gminy Ińsko wynosi 48,6 ha, jednak inne źródło podaje 43,64 ha. Maksymalna głębokość zbiornika to 2,6 m. Jezioro ma okrągły kształt o średnicy ok. 700 m. 
Według danych gminy w typologii rybackiej Jezioro Storkowskie jest jeziorem linowo-szczupakowym, jednak według danych Regionalnego Zarządu Gospodarki Wodnej jest to jezioro typu karasiowego.
Nieopodal na południe od jeziora leży wieś Storkowo. Około 0,6 km na zachód od jeziora biegnie droga wojewódzka nr 151.
Jezioro Storkowskie znajduje się w obszarze specjalnej ochrony ptaków Ostoja Ińska programu Natura 2000.